# Arts plastiques au IXe siècle
Arts plastiques au VIIIe siècle - Arts plastiques au IXe siècle - Arts plastiques au Xe siècle
Chronologie des arts plastiques

## Événements
- Naissance de l’art de la miniature en Europe occidentale[1].

- 816–835 : réalisation des enluminures des Évangiles d'Ebbon (probablement avant 823) et du Psautier d'Utrecht, sous l’épiscopat d'Ebon de Reims[2].

- 825 : Kūkai, fondateur de l'école bouddhiste Shingon, entreprend les travaux de la salle de lecture du monastère de Tō-ji qu'il dirige au Japon ; il y réalise un mandala sculpté (inauguré en 839) doté de vingt et une statues (quinze datées du début de la période Heian), dont celles des Cinq rois de la sagesse et un Fudō qui serai le plus ancien du Japon[3].

- 844-855 : Drogon de Metz, fils naturel de Charlemagne, favorise la production de manuscrits enluminés et d’ivoires, dont un Sacramentaire daté des années 844-855[4].

- Vers 846 : Bible de Vivien, réalisée à Saint-Martin de Tours. Une miniature représente le roi recevant cette bible des mains du comte Vivien, vers 846[5]. Il règne une intense activité artistique au palais de Charles le Chauve (843-877).

- 840-980 : style artistique de Borre en Scandinavie[6].

- 841-859 : construction de la crypte de Saint-Germain d'Auxerre avec décor de fresque représentant la lapidation de saint Étienne, plus ancienne fresque de France[7].

- 842-869 : réalisation du psautier de Charles le Chauve par l'enlumineur Liuthard[8].

- 843-855 : mosaïques du chœur de Sainte-Sophie à Constantinople, à la suite du rétablissement du culte des images après la période iconoclaste de l'Empire byzantin[9].

- 856-866 : mosaïque du Chrysotriklinos, le palais sacré, à Constantinople réalisées sous Michel III (r. 842 – 867) et Basile Ier après la période iconoclaste[9].
- 867-1081 : renaissance artistique dans l’empire byzantin sous la dynastie macédonienne ; le mouvement se poursuit sous les Comnènes (1081-1185)[10].

- 870-980 : style artistique de Jelling en Scandinavie[6].

- Essor de l’école de peinture « Yamato-e » au Japon à la fin du siècle[11].

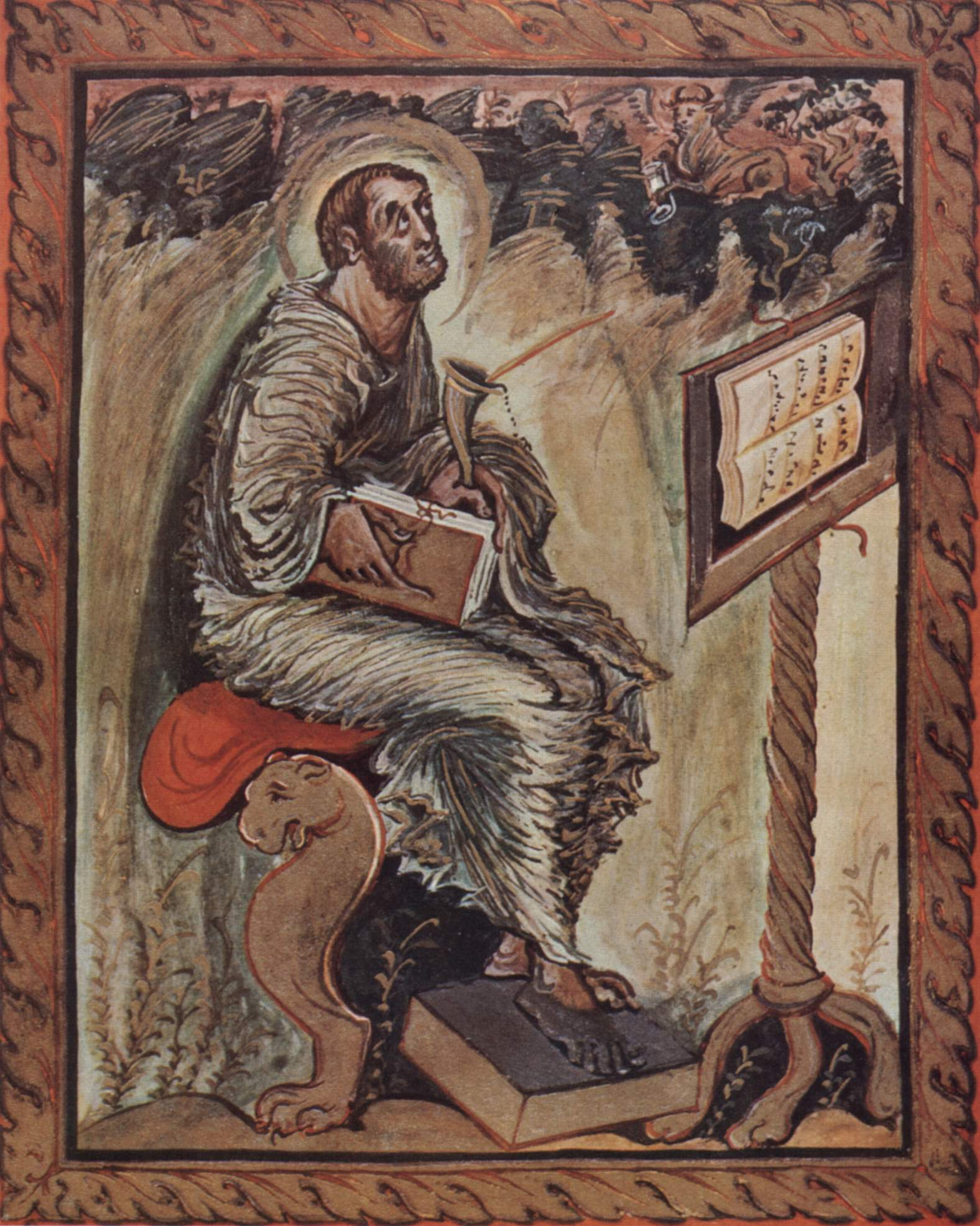
Évangiles d'Ebbon : Saint Luc
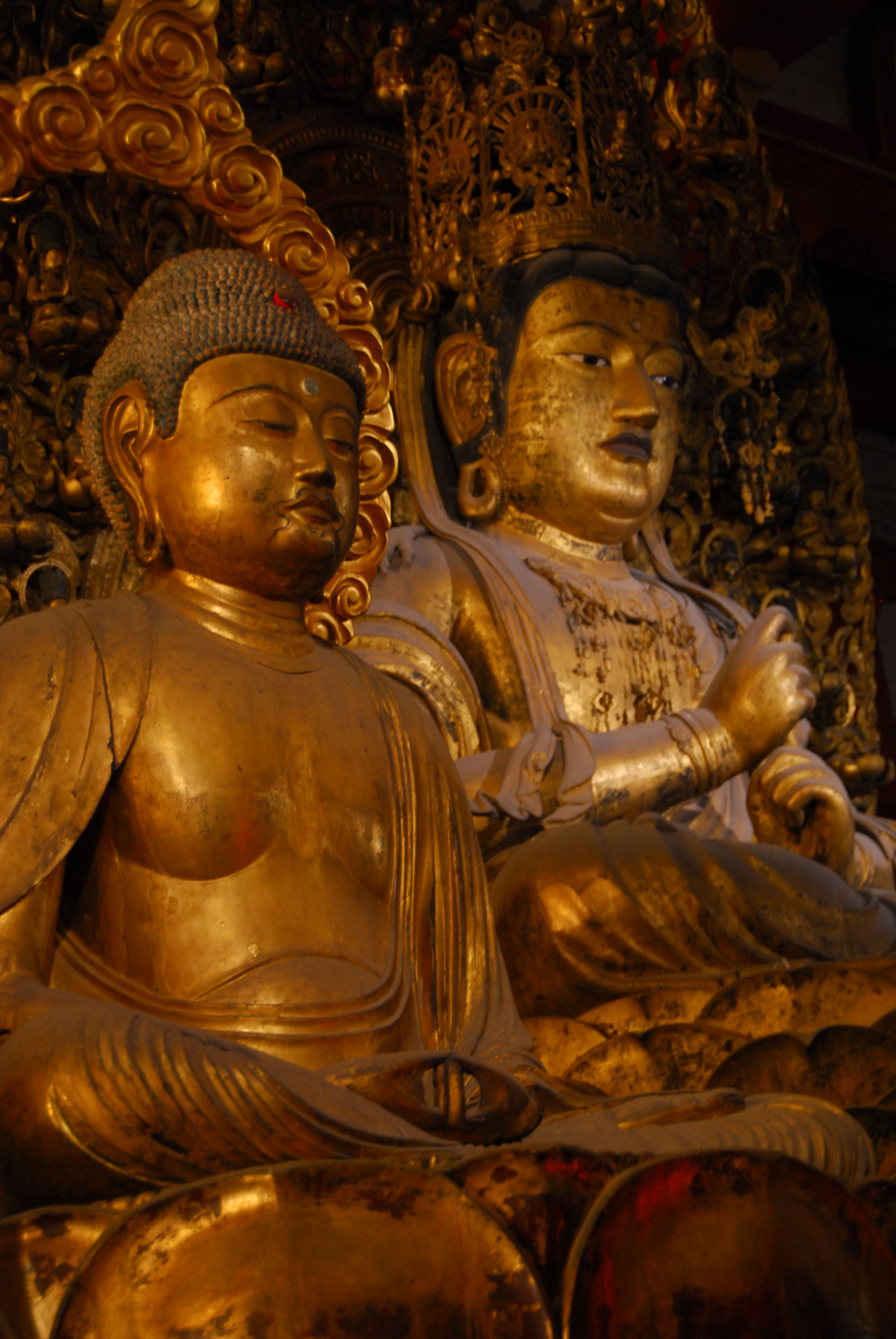
Deux des cinq grands Bosatsu de la salle de conférences (讲堂, Ko-do) du Tō-ji à Kyōto.
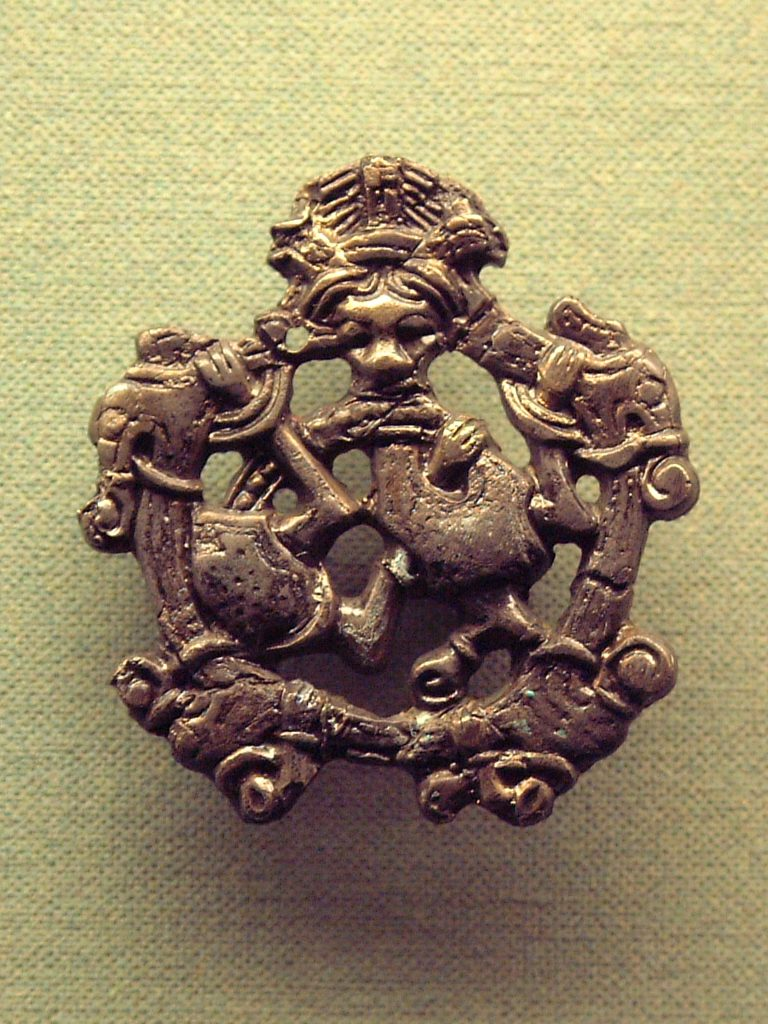
Broche de bronze représentative du style de Borre, retrouvée à Hedeby.
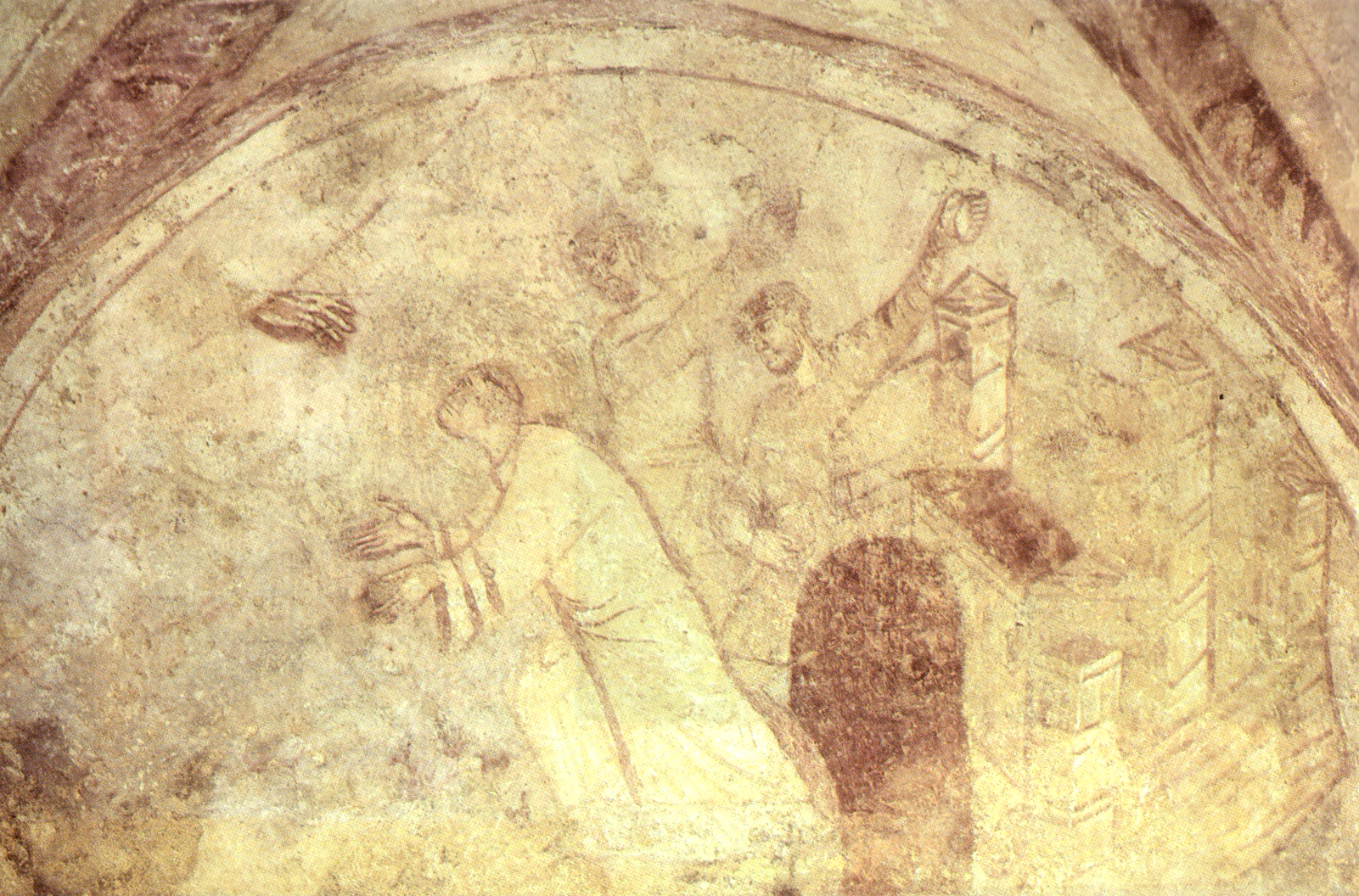
Fresques de Saint-Germain d'Auxerre
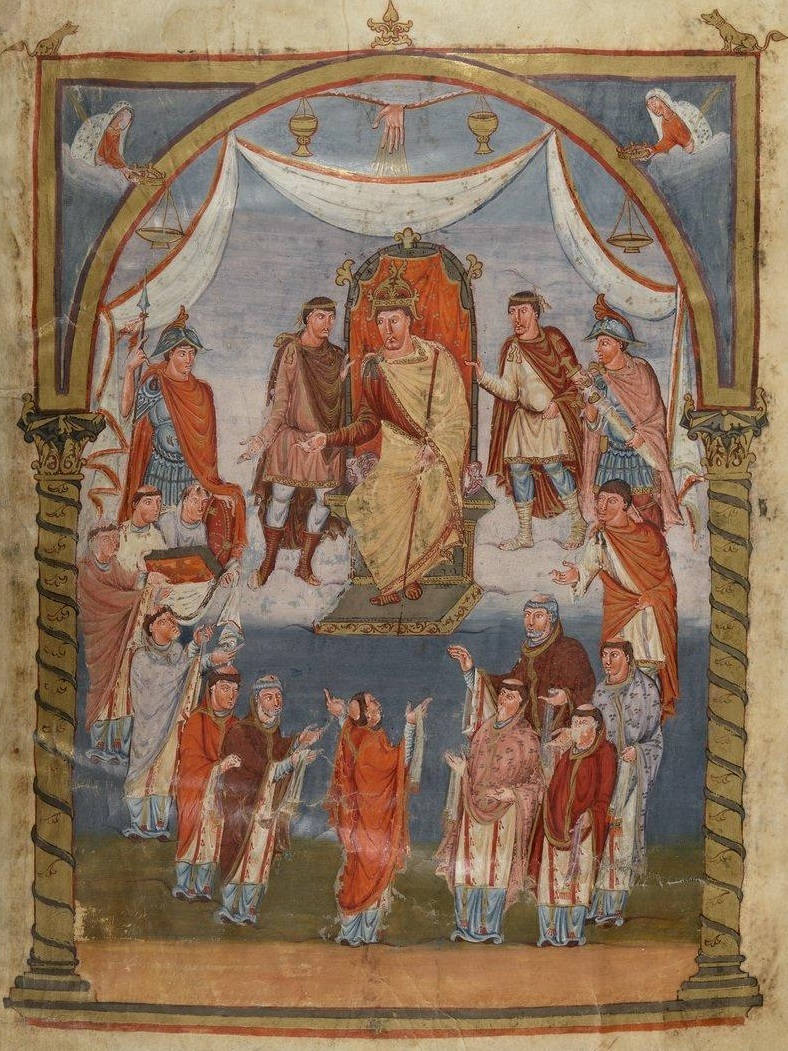
Folio 423 r de la Première bible de Charles le Chauve, représentant le roi recevant le livre vers 846
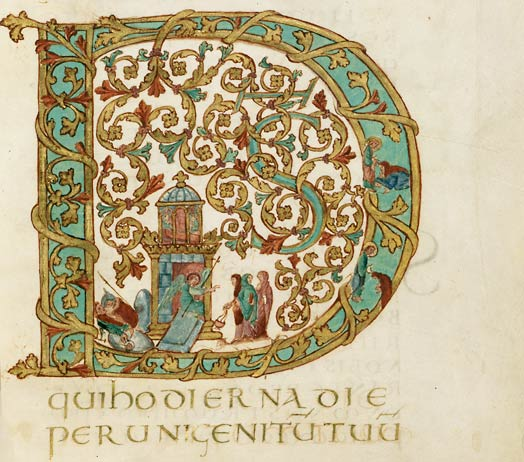
Enluminure du Sacramentaire de Drogon
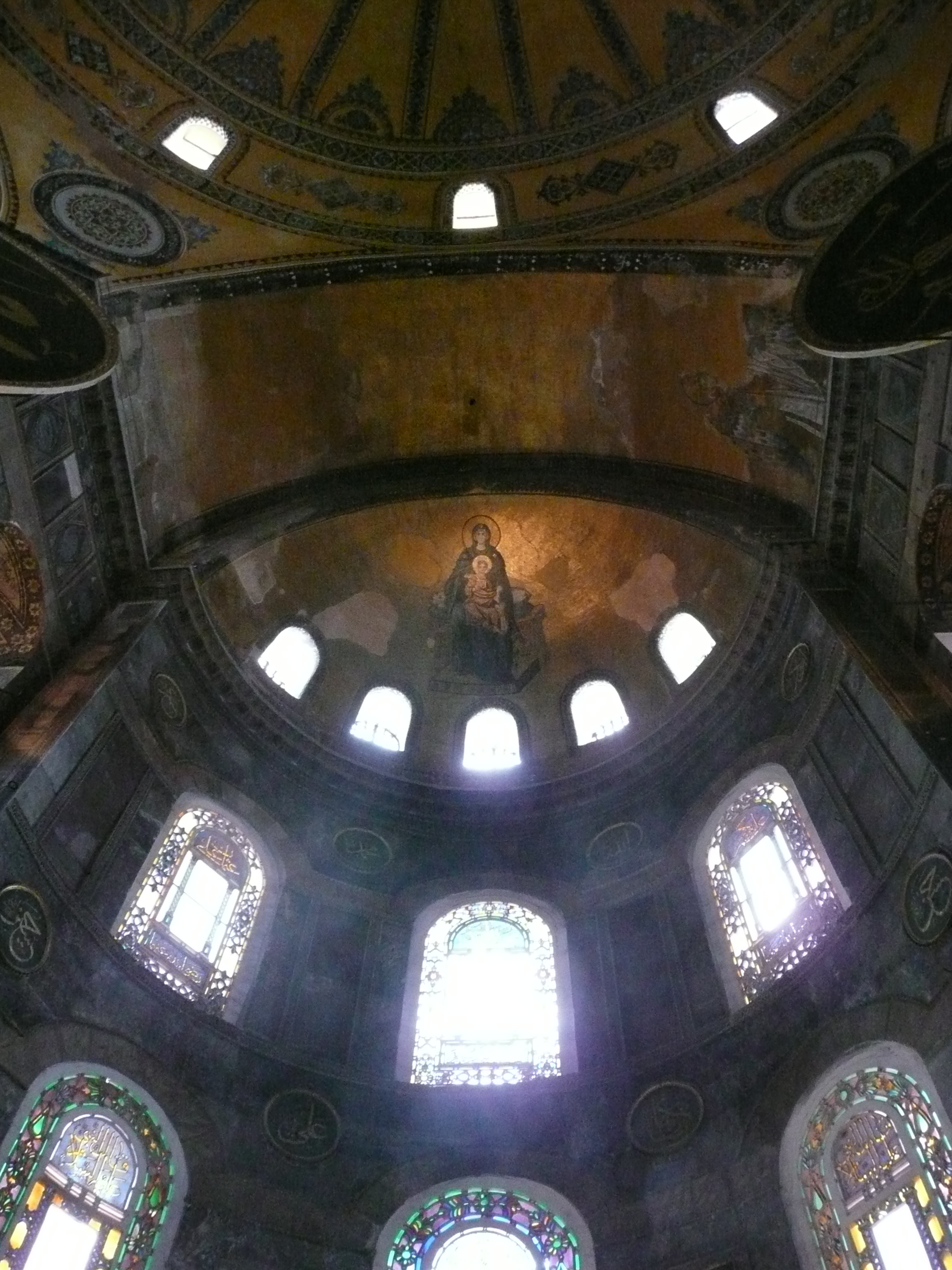
Mosaïque de la Théotokos (la Vierge et l'Enfant) inaugurée le 29 mars 867 à Sainte-Sophie
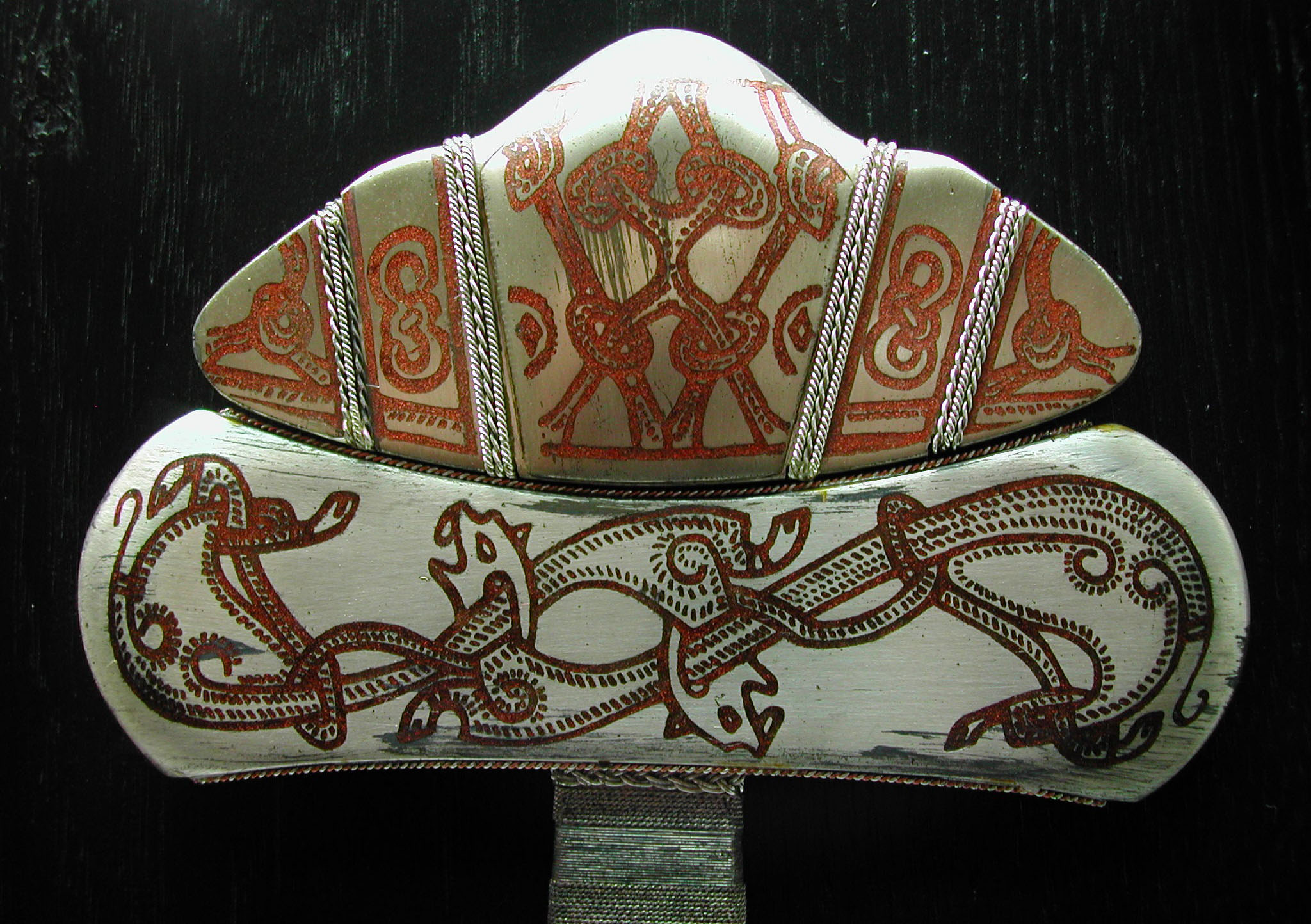
Réplique du pommeau d'une épée viking (musée de Hedeby), aux animaux entrelacés représentatif du style de Jelling